# لینکلن (شهرستان هورون، میشیگان)
لینکلن (به انگلیسی: Lincoln Township) یک منطقهٔ مسکونی در ایالات متحده آمریکا است که در شهرستان هیورن، میشیگان واقع شده‌است.
 لینکلن ۹۲٫۷ کیلومتر مربع مساحت و ۸۷۳ نفر جمعیت دارد و ۲۲۲ متر بالاتر از سطح دریا واقع شده‌است.